# Sauropelta
Sauropelta edwardsorum
Genre
Espèce
Sauropelta est un genre éteint de dinosaures ornithischiens ankylosauriens de la famille des nodosauridés, des herbivores géants. Son nom signifie : « lézard bouclier » . Il a vécu au Crétacé inférieur (108.5 millions d'années environ) dans ce qui est à présent les États-Unis.
Une seule espèce est connue, l'espèce type : Sauropelta edwardsorum.

## Description

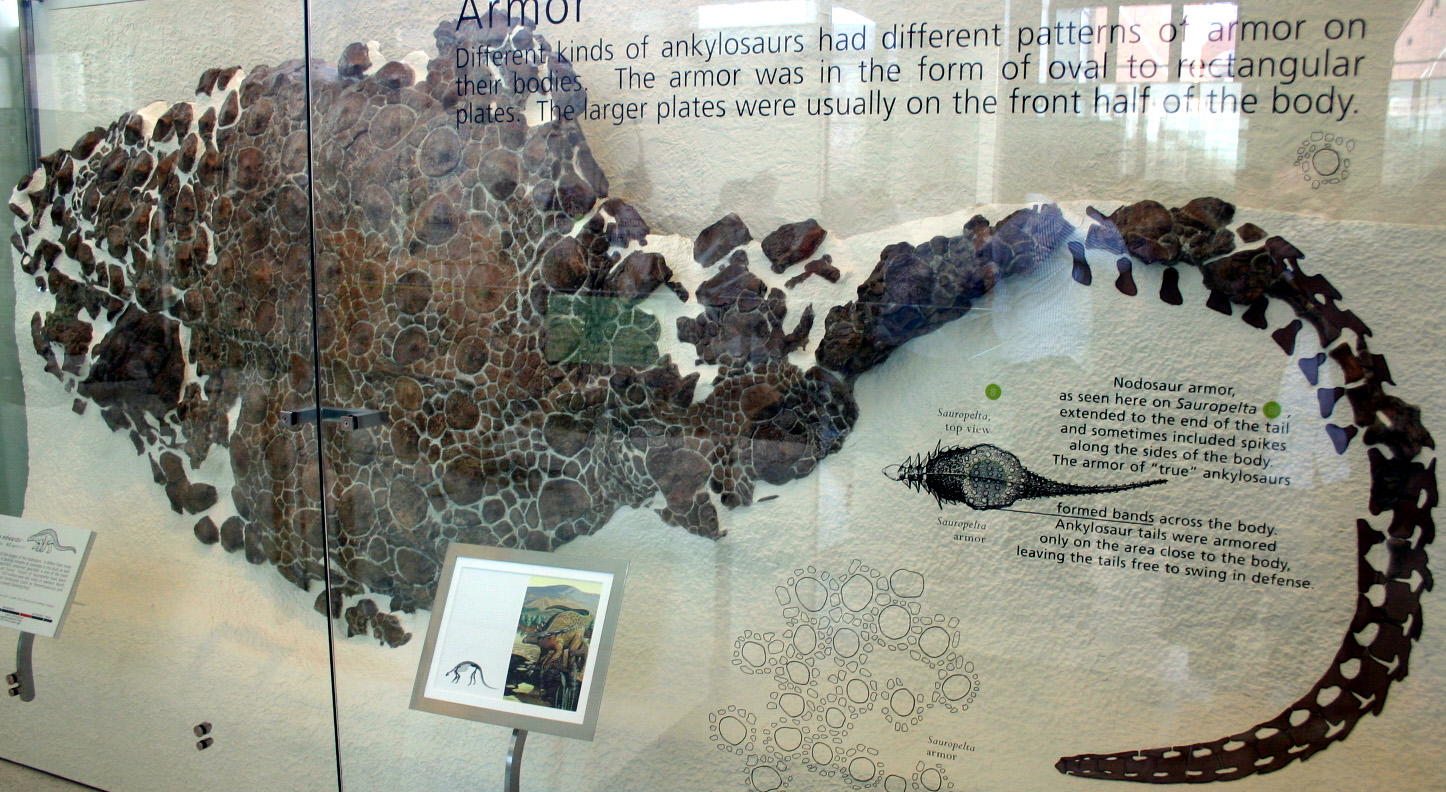
Bouclier osseux et queue de Sauropelta (spécimen AMNH 3036), au muséum américain d'histoire naturelle.

Sauropelta est le plus gros des nodosauridés connus. Il mesure en effet 5,20 mètres de long, 2,50 mètres de haut pour un poids de 3 à 5 tonnes.
Comme tous les nodosauridés, Sauropelta portait une carapace allant de la tête jusqu'à la queue en passant surtout par le dos. Elle était recouverte de plaques osseuses dermiques, dont certaines transformées en épines. Les épines situées sur les épaules sont gigantesques. Comme beaucoup de nodosauridés et d'ankylosauridés, seul le ventre et les pattes étaient vulnérables ; mais, c'était pourtant une proie difficile pour des prédateurs comme Utahraptor. Sauropelta ressemblait, en plus grand, à Gastonia et à Polacanthus. Si des prédateurs comme Deinonychus attaquaient son ventre, Sauropelta se baissait, le ventre touchant le sol. Il a développé une masse imposante pour améliorer sa défense, mais avec pour conséquence une vitesse de déplacement probablement très lente.